# International Boxing Association

Logo officiel de l'IBA

Cet article concerne la boxe professionnelle. Pour la boxe amateure, voir Association internationale de boxe amateur. Pour les articles homophones, voir IBA.
L'International Boxing Association (IBA) est une fédération internationale de boxe anglaise créée en 1996 par Dean Chance, un ancien joueur de baseball professionnel. Bien qu'elle soit considérée comme une organisation mineure comparée à la WBA, la WBC, l'IBF et la WBO, l'IBA sert de tremplin à certains boxeurs professionnels pour relancer leur carrière et disputer des titres plus prestigieux.
Les premières ceintures ont été attribuées le 3 novembre 1996 à Orlando Canizales (qui a battu à la 10e reprise Sergio Reyes en poids plumes) et à George Foreman (vainqueur aux points de Crawford Grimsley en poids lourds).